# ファム・ファタール (映画)
『ファム・ファタール』（英: Femme Fatale）は、2002年に製作された映画。ブライアン・デ・パルマ監督。
2008年に作られた同名の韓国製の映画（日本未公開、原題「OPEN CITY」）もあるが、本作とは別物。

## ストーリー
カンヌ国際映画祭会場から10,000,000ドルの価値を持つダイアモンドのビスチェが盗まれた。犯人グループの一人であるロールはその宝石を奪うと、仲間を裏切って一人アメリカへ飛んで行った。
7年後、アメリカ大使ブルース・ワッツの妻リリーとしてパリを再び訪れたロール。彼女を待ち受けていたのは、1枚のスクープ写真だった。

## スタッフ
- 監督：ブライアン・デ・パルマ
- 製作：タラク・ベン・アマール、マリナ・ジェフター
- 製作総指揮：マーク・ロンバルド
- 脚本：ブライアン・デ・パルマ
- 音楽：坂本龍一

## キャスト
| 役名             | 俳優                           | 日本語吹替 | 日本語吹替   | 日本語吹替 |
| 役名             | 俳優                           | ソフト版   | テレビ朝日版 |            |
| ---------------- | ------------------------------ | ---------- | ------------ | ---------- |
| ロール/リリー    | レベッカ・ローミン＝ステイモス | 日野由利加 | 田中敦子     |            |
| ニコラス・バルド | アントニオ・バンデラス         | 小山力也   | 大塚明夫     |            |
| ブルース・ワッツ | ピーター・コヨーテ             | 土師孝也   | 佐々木勝彦   |            |
| ベロニカ         | リー・ラスムッセン             | 田村真紀   | 岡寛恵       |            |
| ブラック・タイ   | エリック・エブアニー           | 手塚秀彰   | 玄田哲章     |            |
| ラシーン         | エドゥアルド・モントート       | 山野井仁   | 三宅健太     |            |
| セラ警部         | ティエリー・フレモン           | 相沢正輝   | 中村秀利     |            |
| シフ             | グレッグ・ヘンリー             | 津田英三   |              |            |
| 映画祭のゲスト   | サンドリーヌ・ボネール         |            |              |            |

- テレビ朝日版：初回放送2005年12月11日『日曜洋画劇場』